# Liga Narodów UEFA (2024/2025)/Grupa C4
W Grupie C4 Ligi Narodów UEFA 2024/25 brały udział następujące zespoły:
- Armenia
- Łotwa
- Macedonia Północna
- Wyspy Owcze

## Tabela
| Lp. | Drużyna                | M | Z | R | P | B+ | B- | +/– | Pkt | Awans, kwalifikacja lub spadek |  | Macedonia Północna | Armenia | Wyspy Owcze | Łotwa |
| --- | ---------------------- | - | - | - | - | -- | -- | --- | --- | ------------------------------ |  | ------------------ | ------- | ----------- | ----- |
| 1   | Macedonia Północna (A) | 6 | 5 | 1 | 0 | 10 | 1  | +9  | 16  | awans do Dywizji B             |  |                    | 2–0     | 1–0         | 1–0   |
| 2   | Armenia (B)            | 6 | 2 | 1 | 3 | 8  | 9  | −1  | 7   | baraż o awans                  |  | 0–2                |         | 0–1         | 4–1   |
| 3   | Wyspy Owcze            | 6 | 1 | 3 | 2 | 5  | 6  | −1  | 6   |                                |  | 1–1                | 2–2     |             | 1–1   |
| 4   | Łotwa (B)              | 6 | 1 | 1 | 4 | 4  | 11 | −7  | 4   | klasyfikacja 4. miejsc         |  | 0–3                | 1–2     | 1–0         |       |

## Wyniki
| 7 września 2024 | Wyspy Owcze     | 1:1   | Macedonia Północna |                                                                  |
| 15:00 CEST      | Davidsen 9' (k) | (1:0) | 49' (k.) Bardhi    | Tórsvøllur, Thorshavn Widzów: 2057 Sędzia: Manfredas Lukjančukas |

| 7 września 2024 | Armenia                                                           | 4:1   | Łotwa                 |                                                                                        |
| 18:00 CEST      | Biczachczian 6' · Dubra 35' (sam.) · Zelarayán 48' · Spercjan 86' | (2:1) | 9' (sam.) Harutiunian | Stadion Republikański im. W. Sarkisjana, Erywań Widzów: 12 437 Sędzia: Nenad Minaković |

| 10 września 2024 | Łotwa          | 1:0   | Wyspy Owcze |                                                        |
| 18:00 CEST       | Varslavāns 64' | (0:0) |             | Stadion Skonto, Ryga Widzów: 5808 Sędzia: Duje Strukan |

| 10 września 2024 | Macedonia Północna       | 2:0   | Armenia |                                                                          |
| 20:45 CEST       | Bardhi 70' · Miowski 79' | (0:0) |         | Nacionałna Arena „Toše Proeski”, Skopje Widzów: 6829 Sędzia: Harm Osmers |

| 10 października 2024 | Łotwa | 0:3   | Macedonia Północna                      |                                                          |
| 18:00 CEST           |       | (0:1) | 35' Atanasow · 70' Qamili · 90+3' Ełmas | Stadion Skonto, Ryga Widzów: 5001 Sędzia: Jakob Sundberg |

| 10 października 2024 | Wyspy Owcze                     | 2:2   | Armenia                         |                                                               |
| 20:45 CEST           | Benjaminsen 37' · Bjartalíð 85' | (1:1) | 44' Zelarayán · 90+3' Manwelian | Tórsvøllur, Thorshavn Widzów: 1852 Sędzia: Ołeksij Derewiński |

| 13 października 2024 | Armenia | 0:2   | Macedonia Północna      |                                                                                       |
| 18:00 CEST           |         | (0:0) | 72' Miowski · 85' Alimi | Stadion Republikański im. W. Sarkisjana, Erywań Widzów: 14 371 Sędzia: Stuart Attwell |

| 13 października 2024 | Wyspy Owcze  | 1:1   | Łotwa    |                                                            |
| 20:45 CEST           | Sørensen 40' | (1:0) | 69' Šits | Tórsvøllur, Thorshavn Widzów: 2017 Sędzia: Philip Farrugia |

| 14 listopada 2024 | Armenia | 0:1   | Wyspy Owcze       |                                                                                             |
| 18:00 CEST        |         | (0:1) | 33' (k.) Davidsen | Stadion Republikański im. W. Sarkisjana, Erywań Widzów: 6043 Sędzia: Anastasios Sidiropulos |

| 14 listopada 2024 | Macedonia Północna | 1:0   | Łotwa |                                                                                  |
| 15:00 CET         | Serafimow 57'      | (0:0) |       | Nacionałna Arena „Toše Proeski”, Skopje Widzów: 8851 Sędzia: Goga Kikaczeiszwili |

| 17 listopada 2024 | Macedonia Północna | 1:0   | Wyspy Owcze |                                                                              |
| 15:00 CET         | Miowski 62'        | (0:0) |             | Nacionałna Arena „Toše Proeski”, Skopje Widzów: 7450 Sędzia: Daniel Schlager |

| 17 listopada 2024 | Łotwa        | 1:2   | Armenia                     |                                                          |
| 15:00 CET         | Uldriķis 70' | (0:0) | 48' Spercjan · 74' Miranian | Stadion Skonto, Ryga Widzów: 5543 Sędzia: Georgi Kabakow |

## Strzelcy

### 3 gole
- Bojan Miowski

### 2 gole
- Eduard Spercjan
- Lucas Zelarayán
- Enis Bardhi
- Viljormur Davidsen

### 1 gol
- Wahan Biczachczian
- Gor Manwelian
- Artur Miranian
- Dario Šits
- Roberts Uldriķis
- Renārs Varslavāns
- Isnik Alimi
- Jani Atanasow
- Elif Ełmas
- Lirim Qamili
- Nikoła Serafimow
- Jann Benjaminsen
- Jónnes Bjartalíð
- Hanus Sørensen

### Gole samobójcze
- Georgij Harutiunian (dla Łotwy)
- Kaspars Dubra (dla Armenii)